# As Salafiyah (huyện)
Huyện As Salafiyah là một huyện thuộc tỉnh Raymah, Yemen. Đến thời điểm năm 2003, huyện này có dân số 82540 người